# Tangó és tulipán
A Tangó és tulipán (eredeti címe: Pane e tulipani) 2000-ben bemutatott olasz romantikus vígjáték, amelyet Silvio Soldini rendezett. A forgatókönyvet Soldini és Doriana Leondeff készítette. A produkció főbb szerepeiben Licia Maglietti és Bruno Ganz. 2000. február 29-én mutatták be Olaszországban, Magyarországon december 2-től ment a mozikban. A 2000-es David di Donatello gálán mind a kilenc kategóriában díjat nyert, amiben jelölték. Az Európai Filmdíjak közül a legjobb európai film, színész és forgatókönyv kategóriában kapott jelölést.

## Cselekmény
A nápolyi háziasszony Rosalba Pescarából egy családi vakáción találja magát. Ahelyett, hogy megvárná irányító és hűtlenkedő férjét, Velencébe utazik. Bár a nőnek lassan elfogy a pénze, egy idős izlandi férfinál talál szállást, aki kifinomult olasz nyelven beszél. A férfit Fernandónak hívják, és egy étterem főpincére. 
Rosalba barátságot köt Fernando szomszédjával, Graziával, aki masszőr. Később munkát is talál egy virágüzletben. Ezidő alatt a férje magánnyomozót bérel fel, hogy keresse meg a feleségét. Az ügyetlen nyomozó, Constantino, megismerkedik Graziával, és beleszeret, majd közli Rosalba férjével, hogy nem folytatja a munkát. A feleség teljesen belehabarodik a pincérbe, és a szerelmes levegőt a férje szeretője zavarja meg. A nő elhiteti Rosalbával, hogy a fia drogokhoz nyúlt, Rosalba pedig hazasiet. Hazatérve azonban rájön, hogy becsapták.
Fernando Pescarába utazik, hogy visszahozza Rosalbát. A férfi bevallja érzelmeit a nőnek, és visszautaznak Velencébe, ezúttal az asszony fiával együtt.

## Szereplők
| Szerep                 | Színész            | Magyar hangja |
| ---------------------- | ------------------ | ------------- |
| Rosalba Barletta       | Licia Maglietta    | Vándor Éva    |
| Fernando Girasole      | Bruno Ganz         | Végvári Tamás |
| Costantino Caponangeli | Giuseppe Battiston | Papp Dániel   |
| Mimmo Barletta         | Antonio Catania    | Háda János    |
| Grazia                 | Marina Massironi   | Zakariás Éva  |
| Fermo                  | Felice Andreasi    | Szélyes Imre  |

## Fogadtatás

### Kritikai visszhang
A film általánosságban jó értékeléseket kapott. A Rotten Tomatoeson 71%-os minősítést ért el 62 értékelés alapján, az összefoglaló szerint: „A Tangó és tulipán egy kedves vígjáték, amely szelíd, szabadulós szórakozást nyújt.” Stephen Hunter a Washington Posttól azt írta: „Édes, finoman komikus és egy teljes élvezet.” Ezzel szemben Desson Thompson azt írta: „Bár Maglietta rokonszenves Rosalba szerepében, Silvio Scoldini író és rendező filmje túlságosan elhasznált és béna ahhoz, hogy több legyen egy tisztességes európai szórakozásnál.” Roger Ebert úgy gondolta: „Maglietta a film romantikus bájának titka, mert annyira szeretjük őt.”
A Metacritic 68 pontot adott a 100-ból 21 vélemény alapján. Dana Stevens a New York Timestól azt írta: „Soldini kedves új vígjátéka azt sugallja, hogy a képzelőerő, a racionalitás és az udvariasság egy régebbi, jobb Olaszországa él tovább a modern nemzet peremén, amely a legtöbb más nemzethez hasonlóan a fogyasztás, az üres jólét és a könnyű élvezetek megszállottja.” Marta Barber a Miami Heraldtól azt írta: „Az egész nagyon aranyos, de a film túl sok irányba megy el.”

### Bevételi adatok
A Box Office Mojo szerint a film 9.7 millió dolláros bevételt ért el, a költségvetésről nincs információ.

## Fontosabb díjak és jelölések
| Esemény                         | Díj                    | Kategória                                         | Eredmény |
| ------------------------------- | ---------------------- | ------------------------------------------------- | -------- |
| 2000-es cannes-i filmfesztivál  | C.I.C.A.E. díj         | C.I.C.A.E. díj                                    | Jelölve  |
| 2000-es David di Donatello-gála | David di Donatello-díj | Legjobb film                                      | Elnyerte |
| 2000-es David di Donatello-gála | David di Donatello-díj | Legjobb női főszereplő – Licia Maglietta          | Elnyerte |
| 2000-es David di Donatello-gála | David di Donatello-díj | Legjobb férfi főszereplő – Bruno Ganz             | Elnyerte |
| 2000-es David di Donatello-gála | David di Donatello-díj | Legjobb női mellékszereplő – Marina Massironi     | Elnyerte |
| 2000-es David di Donatello-gála | David di Donatello-díj | Legjobb férfi mellékszereplő – Giuseppe Battiston | Elnyerte |
| 2000-es David di Donatello-gála | David di Donatello-díj | Legjobb rendező                                   | Elnyerte |
| 2000-es David di Donatello-gála | David di Donatello-díj | Legjobb forgatókönyv                              | Elnyerte |
| 2000-es David di Donatello-gála | David di Donatello-díj | Legjobb operatőr                                  | Elnyerte |
| 2000-es David di Donatello-gála | David di Donatello-díj | Legjobb hangkeverés                               | Elnyerte |
| 2000-es Európai Filmdíjak       | Európai Filmdíj        | Legjobb film                                      | Jelölve  |
| 2000-es Európai Filmdíjak       | Európai Filmdíj        | Legjobb színész – Bruno Ganz                      | Jelölve  |
| 2000-es Európai Filmdíjak       | Európai Filmdíj        | Legjobb forgatókönyvíró                           | Jelölve  |